# 크테놀로폰속
크테놀로폰속(Ctenolophon)은 크테놀로폰과의 유일속으로 말피기아목에 포함되는 속씨식물 속이다. 서아프리카와 말레이시아 지역에 격리되어, 제한적으로 분포한다.

## 하위 종
2종이 알려져 있다.
- Ctenolophon englerianus Mildbr. - 중앙아프리카(나이지리아, 가봉, 자이레, 앙골라)
- Ctenolophon parvifolius Oliv. - 뉴기니섬, 동남아시아(태국, 말레이시아, 보르네오섬, 수마트라섬, 필리핀)